# Giovanni Bondaz
 (juin 2024).
Si vous disposez d'ouvrages ou d'articles de référence ou si vous connaissez des sites web de qualité traitant du thème abordé ici, merci de compléter l'article en donnant les références utiles à sa vérifiabilité et en les liant à la section « Notes et références ».
Giovanni Bondaz (francisé en Jean Bondaz, en raison du bilinguisme officiel en vigueur en Vallée d'Aoste), né le 7 février 1936, est un homme politique italien issu de la minorité valdôtaine.

## Biographie
Membre de la DCI, il est avocat, homme d'affaires et homme politique.
Fils de Vittorino Bondaz, avocat et président du Conseil de la Vallée de 1949 à 1954, il est d'abord le syndic d'Aoste. Il est président du Conseil régional de 1983 à 1988.
Il dirige l'entreprise Sogno qui construit le périphérique de Turin.
Il est élu président du Conseil de la Vallée de 1990 à 1992 avec le soutien du PSI et des Autonomistes indépendants.